# Valkenboskerk
De Valkenboskerk is een kerkgebouw in de wijk Oostbroek in Den Haag. De kerk staat op het kruispunt van de Zuiderparklaan en de Loosduinsekade in Den Haag.
De Valkenboskerk werd geopend in 1929 als gereformeerde kerk en had circa 1000 zitplaatsen. In 2011 werd de Valkenboskerk ingrijpend verbouwd. Vanwege teruglopend kerkbezoek in Den Haag zijn in Den Haag Zuidwest in 2013 en 2014 een acht kerken gesloten. De Valkenboskerk werd gesloten op 15 december 2013.
In februari 2018 was de gemeenteraad van Den Haag van mening dat de Valkenboskerk behouden moest blijven; daar waren echter op dat moment geen financiële middelen voor. Mede door protest van omwonenden tegen geplande sloop is het kerkgebouw uiteindelijk behouden gebleven om er appartementen van te maken.